# Luis Maria Argaña
Luis Maria del Corazón de Jesús Dionisio Argaña Ferraro (* 9. Oktober 1932 in Asunción; † 23. März 1999 ebenda) war ein paraguayischer Politiker der Asociación Nacional Republicana – Partido Colorado, der unter anderem zwischen 1989 und 1990 Außenminister sowie von 1998 bis 1999 Vizepräsident war. Seine Ermordung am 23. März 1999 führte zum Marzo paraguayo, bei dem es zu schweren Unruhen und Straßenschlachten zwischen den Anhängern der Regierung und der Opposition kam.

## Leben
Argaña, Sohn des Richters, Lehrers und Politikers Luis Andrés Argaña und dessen Ehefrau Felicita Ferraro, absolvierte ein Studium der Rechtswissenschaften an der Universidad Nacional de Asunción (UNA) und schloss dieses 1958 ab. 1963 wurde er für die Asociación Nacional Republicana – Partido Colorado erstmals zum Mitglied der Abgeordnetenkammer (Cámara de Diputados) gewählt und gehörte dieser 20 Jahre lang bis 1983 an. Während dieser Zeit war er 1967 sowie erneut 1977 Mitglied der Verfassunggebenden Versammlung (Convencional constituyente) und gehörte als solcher zu den führenden Persönlichkeiten bei der Verabschiedung der Verfassung, die Staatspräsident Alfredo Stroessner die Macht sicherte. Aufgrund seiner Loyalität zum diktatorisch regierenden Präsidenten galt er erster Kandidat für dessen Nachfolge. Er war zuletzt Professor an der UNA sowie zwischen 1983 und 1988 Präsident des Obersten Gerichtshofes (Corte Suprema de Justicia). Nachdem er 1988 bei Stroessner in Ungnade gefallen war, floh er ins Exil nach Brasilien.
Nachdem Stroessner am 3. Februar 1989 bei einem Militärputsch durch General Andrés Rodríguez gestürzt wurde, übernahm Argaña im Kabinett Rodríguez das Amt des Außenministers (Ministro de Relaciones Exteriores), das er bis zu seiner Ablösung durch Alexis Frutos Vaesken am 23. Juli 1990 bekleidete. Im Anschluss war er von 1990 bis 1991 erstmals Präsident der Partido Colorado und wurde zu einem starken Kritiker der Regierung sowie der Korruption innerhalb. Dabei hielt er mehrfach Reden, wenngleich er die einfache Bevölkerung nicht erreichen konnte, da er kein Guaraní sprach. Er zwischen 1996 und 1998 abermals Präsident der Partido Colorado und bewarb sich für die Nominierung als Präsidentschaftskandidat der Partido Colorado bei den Wahlen 1998, unterlag jedoch dem General und früheren Oberbefehlshaber der Streitkräfte Paraguays Lino Oviedo. Dieser wurde jedoch aufgrund der Verurteilung zu einer zehnjährigen Freiheitsstrafe wegen eines Putschversuches im Jahr 1996 von der Kandidatur ausgeschlossen. Daraufhin wurde Oviedos Vertrauter Raúl Cubas Grau neuer Kandidat der Partido Colorado und gewann die Präsidentschaftswahlen 1998, während Argaña am 15. August 1998 Vizepräsident (Vicepresidente del Paraguay) und damit Stellvertreter von Cubas Grau wurde.
Bald darauf kam es zum Zerwürfnis zwischen Präsident Cubas Grau und Vizepräsident Argaña, nachdem der Präsident eine Entscheidung zur Freilassung von Lino Oviedo traf. Daraufhin wurde ein Verfahren gegen Cubas wegen Beugung der Verfassung vor dem Nationalkongress (Congreso Nacional de la República del Paraguay) angestrengt. Kurz darauf wurde er am 23. März 1999 bei einem Attentat durch Pablo Vera Esteche, Luis Rojas, Fidencio Vega und Reinaldo Servín ermordet, als sein Fahrzeug von zehn Kugeln in den Morgenstunden in einem zentralen Stadtbezirk der Hauptstadt Asunción getroffen wurde. Daraufhin wurde der bisherige Präsident des Senats (Cámara de Senadores) Luis Ángel González Macchi neuer Vizepräsident. Der zurückgetretene Innenminister Rubén Arias Mendoza wurde durch den Bruder des Präsidenten Carlos Cubas Grau abgelöst. Argañas Ermordung am 23. März 1999, als deren Hintermänner General Oviedo und Präsident Cubas Grau gelten, führte zum Marzo paraguayo, bei dem es zu schweren Unruhen und Straßenschlachten zwischen den Anhängern der Regierung und der Opposition kam. Das Parlament enthob den Präsidenten seines Amtes und ernannte Senatspräsident Luis Ángel González Macchi am 28. März 1999 zu dessen provisorischen Nachfolger. Oviedo setzte sich nach Argentinien ab und Ex-Präsident Cubas Grau entzog sich einem Haftbefehl durch eine Flucht nach Brasilien. 
Ihm zu Ehren wurde der Flughafen von Mariscal Estigarribia in Aeropuerto Dr. Luis Maria Argana Internacional umbenannt. Sein Sohn Félix Argaña war 2000 Kandidat für das Amt des Vizepräsidenten, während sein anderer Sohn Nelson Argaña zwischen März 1999 und August 2000 Verteidigungsminister in der Regierung von Präsident Luis Ángel González Macchi sowie Mitglied des Parlaments des Gemeinsamen Marktes Südamerikas Mercosur war.